# Mr. Marcus
Mr. Marcus (rođen 4. rujna 1970. u Pomoni, Kalifornija) je američki pornografski glumac posebno specijaliziran za međurasnu pornografiju.

## Karijera
U dobi od 16 godina, Mr. Marcus započeo je s dizanjem utega. Vjeruje se da se otprilike u to doba zainteresirao za sadržaj za odrasle. Radio je kao egzotični plesač, vozač kamiona i vozač viljuškara u skladištu u dobi između 18 i 23 godine. 
Pornografsku karijeru započeo je nakon što je dobio telefonski broj tada vrlo prominentnog producenta Randyja Detroita. Na konvenciji filmova za odrasle 1994. godine upoznao je redatelja/producenta Rona Hightowera i porno glumicu Juanitu Chong koji su mu na licu mjesta preporučili da započne porno karijeru.

## Nagrade
- 1998 XRCO Award – Najbolji glumac godine
- 1999 AVN Award – Najbolja scena grupnog seksa u filmu The Masseuse
- 2001 XRCO Award – Najbolja seks scena u troje u filmu Up Your Ass 18
- 2003 AVN Award – Najbolji sporedni glumac u filmu Paradise Lost
- 2006 XRCO - Upisan u dvoranu slavnih (Hall of Fame)
- 2009 AVN - Upisan u dvoranu slavnih (Hall of Fame)
- 2009 AVN Award – Najbolja seks scena u paru u filmu Cry Wolf
- 2009 Urban X Award – Najbolji glumac godine
- 2010 AVN Award – Najbolja seks scena duple penetracije u filmu Bobbi Starr & Dana DeArmond's Insatiable Voyage

## Zanimljivosti
Mr. Marcus prepoznatljiv je po tome što u velikoj većini svojih filmova nosi bejzbol kape. Razlog tomu je što se u vrijeme dok je to bilo popularno ošišao "na nulu", ali mu se krajnji rezultat nikako nije svidio. Također po tijelu ima monokromatske tetovaže koje sliče polinezijskom dizajnu.